# The Jet Set
Pour les articles homonymes, voir Jet set (homonymie).
The Jet Set est un groupe pop polonais fondé en 2005. 
Il tire ses racines du punk et le rap en le dance en le R&B.

## Membres
- Sasha (de son vrai nom Aleksandra Strunin, d'origine russe, née à Saint-Pétersbourg)
- David J (de son vrai nom David Junior Serame - chanteur et rappeur britannique). Vit actuellement à Poznań

Au début de l'histoire du groupe, The Jet Set était composée de Sasha et du rappeur Tray, originaire de Chicago, qui fut remplacé par la suite par David J.
Tray est l'auteur des textes de rap des chansons "How many people" et "Just call me" (il est également apparu sur les clips de ces chansons). David, pour sa part, est l'auteur des autres chansons sur l'album; qui est devenu par la suite Disque d'Or.
Le 3 février 2007, le groupe a gagné le concours de sélection pour l'Eurovision 2007, puis le 10 mai 2007, il a représenté la Pologne lors de la demi-finale pour le Concours Eurovision de la chanson 2007 à Helsinki. The Jet Set n'a toutefois pas obtenu les voix suffisantes pour aller en finale.

## Histoire
Sasha a commencé sa carrière en décembre 2005r. Elle avait à l'époque 16 ans. Son premier single, "How Many People" a été enregistré avec Tray. David J., qui a été élevé dans un environnement Gospel, aime plutôt chanter de la soul ou du R'n'B.
Le groupe a donné ses premiers concerts en 2006. Dans la même année, "How Many People" se trouvait parmi les 15 chansons retenues pour les éliminatoires de l'Concours Eurovision de la chanson 2006. The Jet Set a obtenu la troisième place.
En avril 2006, le groupe a sorti son deuxième single, "Just Call Me". Ce fut un succès. Le premier album, du même nom que le single cité ci-dessus, est sorti le 24/07/06, avec 11 chansons. La majorité d'entre elles a été enregistrée par Sasha et David J. La sortie de cet album dans toute l'Europe et aux États-Unis est en projet.

## Discographie
- Just Call Me (2006)
- Just Call Me - reedycja (2007)